# NGC 2335
NGC 2335 ist ein offener Sternhaufen vom Hubble-Typ III3m im Sternbild Einhorn südlich der Ekliptik. Der Haufen hat einen Durchmesser von 7 Bogenminuten und eine scheinbaren Helligkeit von 7,2 mag.
Entdeckt wurde das Objekt am 10. Januar 1785 vom deutsch-britischen Astronomen William Herschel.